# Electra, dragostea mea
Electra, dragostea mea (în maghiară Szerelmem, Elektra) este un film maghiar dramatic din 1974 regizat de Miklós Jancsó. A fost inclus în selecția oficială pentru Festivalul de Film de la Cannes din 1975. La fel ca majoritatea filmelelor lui Jancso, acesta folosește cadre foarte lungi,  de multe ori atâta timp cât permite aparatul de filmat să funcționeze fără oprire până la finalizarea peliculei. Cele 70 de minute ale filmului au doar 12 scene. 
Povestea are loc într-o lume arhaică și mitică, în care un tiran se confruntă cu o rebeliune. Se bazează pe o piesă de László Gyurkó⁠(hu)[traduceți], Dragostea mea, Electra,  care a avut premiera la Budapesta în 1968 și care în sine a reinterpretat mitul grec al personajului tragic Electra.

## Rezumat
Electra este asuprită de Egist, tiranul care cu cincisprezece ani mai înainte și-a ucis tatăl, Agamemnon, pentru a prelua puterea. Prin urmare, Electra dorește să-l ucidă pe Egist, împreună cu toate celelalte persoane care îi susțin regimul tiranic. Pentru a o umili pe Electra , tiranul o obligă să se căsătorească cu un pitic. În continuare, fratele Electrei, Oreste, se întoarce din străinătate, deghizat într-un mesager care aducea vestea morții lui Oreste. Electra îl omoară, dar revine la viață. Electra și Orestes se alătură poporului pentru a scăpa de tiranul care le-a ucis tatăl. Îl prind pe Egist în plasă, îl torturează și îl ucid. 
Un elicopter roșu aterizează: frații urcă în el și pleacă în zbor. Intruziunea neașteptată a tehnologiei secolului al XX-lea scoate în evidență măsura în care temele politice atemporale dintr-un mit grecesc vechi de două mii de ani continuă să rezoneze inepuizabil pentru publicul din Ungaria secolului al XX-lea.

## Distribuție
- Mari Törőcsik ca Elektra (Electra)
- György Cserhalmi ca Oresztész (Orestes)
- József Madaras ca Aegisztosz (Aegisthus)
- Mária Bajcsay ca Kikiáltó
- Lajos Balázsovits ca  Vezér
- József Bige
- Tamás Cseh
- György Delianisz
- Balázs Galkó
- Gabi Jobba ca Krisotemis
- László Pelsőczy ca Agamemnon

## Producție

### Scenariu și secvențiere
Din vorbele regizorului marxist, reiese că filmul este atât un basm, cât și o „parabolă a ideii că revoluționarii trebuie să se reînnoiască continuu”. În „Electra, iubirea mea”, Jancsó a spus că se ocupă de probleme care au apărut mult mai aproape de casă, în Ungaria, „toate mai recente”. El a explicat de ce a schimbat sfârșitul poveștii: în versiunea sa, Electra nu este ucisă din cauza implicării ei în uciderea lui Agamemnon, pentru că Jancsó nu a crezut că oamenii obișnuiți pot fi responsabili pentru acțiunile conducătorului lor tiranic.
Restricționarea filmului la doar doisprezece „cadre” foarte lungi  afectează secvențierea acestuia. Prezentarea nu este rigid cronologică și nici nu este fixată într-un loc anume: ar putea fi la fel de bine stabilită în Ungaria medievală sau în Grecia antică. Co-scenaristul Gyula Hernádi a descris scenariul ca fiind „aproximativ mistic nomado-agricol”.

### Filmări
Filmările au avut loc în regiune de șes Puszta, în apropiere de Kunszentmiklós. O temă vizuală izbitoare a filmului o reprezintă scenele cu femei goale, care stau în rânduri pe fundalul acțiunii principale sau care dansează. În fiecare zi în timpul filmărilor, 500 de figuranți au fost strânși din Budapesta și preluați cu un tren special, apoi urcați în autobuze spre a ajunge la locul de filmări din mediul rural. În ciuda faptului că nu au fost plătiți pentru orele suplimentare implicate, au câștigat mai mult ca figuranți decât prin munca într-o fabrică sau într-un magazin. Adesea, Jancsó a folosit câte o zi întreagă pentru a testa diferite posibilități, dar filmarea în sine (folosind film Kodak) a durat relativ puțin timp. Majoritatea secvențelor planificate au fost trase doar de patru sau cinci ori. Dialogurile au fost adăugate și sincronizate retrospectiv de către actori: montajul final a durat doar o zi.

## Recepție
Peter Day, în Sight &amp; Sound în 1974, stabilește că, odată cu „Electra, iubirea mea”, Jancsó își reiterează pledoaria de acum cunoscută pentru revoluția violentă ca o modalitate de a elibera o societate oprimată. Dar chiar dacă Jancsó nu poate evita acuzația de a repeta teme din filmele sale anterioare, „Electra” este, de asemenea, o experiență vizuală frumoasă în termenii săi, „familiară, da, dar amețitoare și puternic rafinată”. Jean de Baroncelli a recenzat filmul în același an în ziarul Le Monde și a fost mai puțin iertător: „Odată cu dezvoltarea fabulei politico-mitice, Jancsó dă drumul la meșteșugurile scenice, preferând să se concentreze pe fluiditatea cinematografică. Sub greutatea referințelor teatrale și o înflorire prolifică a simbolismului înăbușitor de suprasolicitat, povestea riscă să dispară în manierisme ridicole.”
Dennis Schwartz, într-o recenzie mai contemporană, a acordat filmului un B+, scriind: „Jancsó, prin intermediul mitului grec, a putut să transfere tragedia în timpurile moderne și să risipească orice îndoială cu privire la modul în care adevărul și minciuna au fost înfășurate în contradicții de către sovietici. Masele reprimate au fost atât de lovite încât nu mai puteau descifra adevărul și, prin urmare, lumea pe care o vedeau era miopă și denaturată.   Mari Töröcsik, ca Electra, a avut o interpretare magistrală, care convinge și dă un sentiment al urgenței."
Pe lângă reacțiile critice de la lansarea sa, o analiză consistentă este oferită de Bryan Burns în cartea sa din 1996 despre cinematografia maghiară. Pentru Burns, „Electra, dragostea mea” este unul dintre cele mai bune lucruri pe care Jancsós le-a produs și una dintre cele mai reușite refaceri ale unei legende clasice. Burns este marcat în special de fluiditatea ca la balet a actorilor și a aparatului de filmat. Flerul și ingeniozitatea sunt peste tot. Apariția la sfârșit a elicopterului roșu ca simbol al unei utopii marxiste este un „coup de théâtre magistral, care poate da publicului același optimism ca al țăranilor [din film]"  În altă parte, în 2004 John Cunningham a scris că „Electra” a reprezentat chintesența operei lui Jancsó în anii 1970.